# Ardstinchar Castle

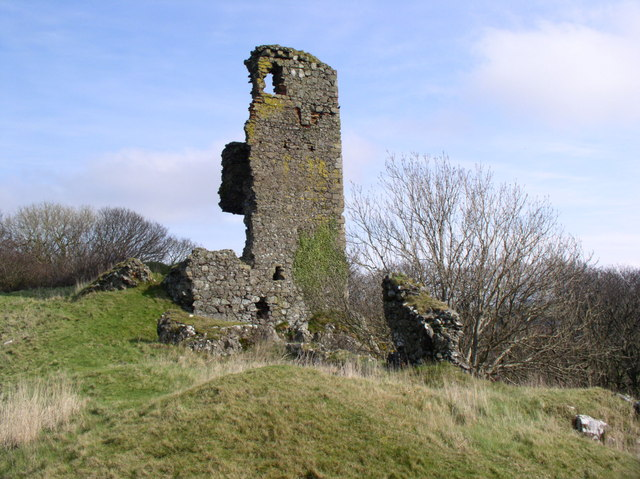
Überreste von Ardstinchar Castle

Ardstinchar Castle ist eine Burgruine in Ballantrae an der Mündung des Stinchar an der Westküste der schottischen Council Area South Ayrshire. Hugh Kennedy of Ardstinchar ließ die Burg Mitte des 15. Jahrhunderts erbauen. In den 1770er-Jahren wurde Ardstinchar Castle abgerissen und die Bausteine für den Bau einer Brücke über den Fluss verwendet. Heute sind nur noch Reste des Donjons erhalten. Die Anlage ist als Scheduled Monument geschützt.

## Geschichte

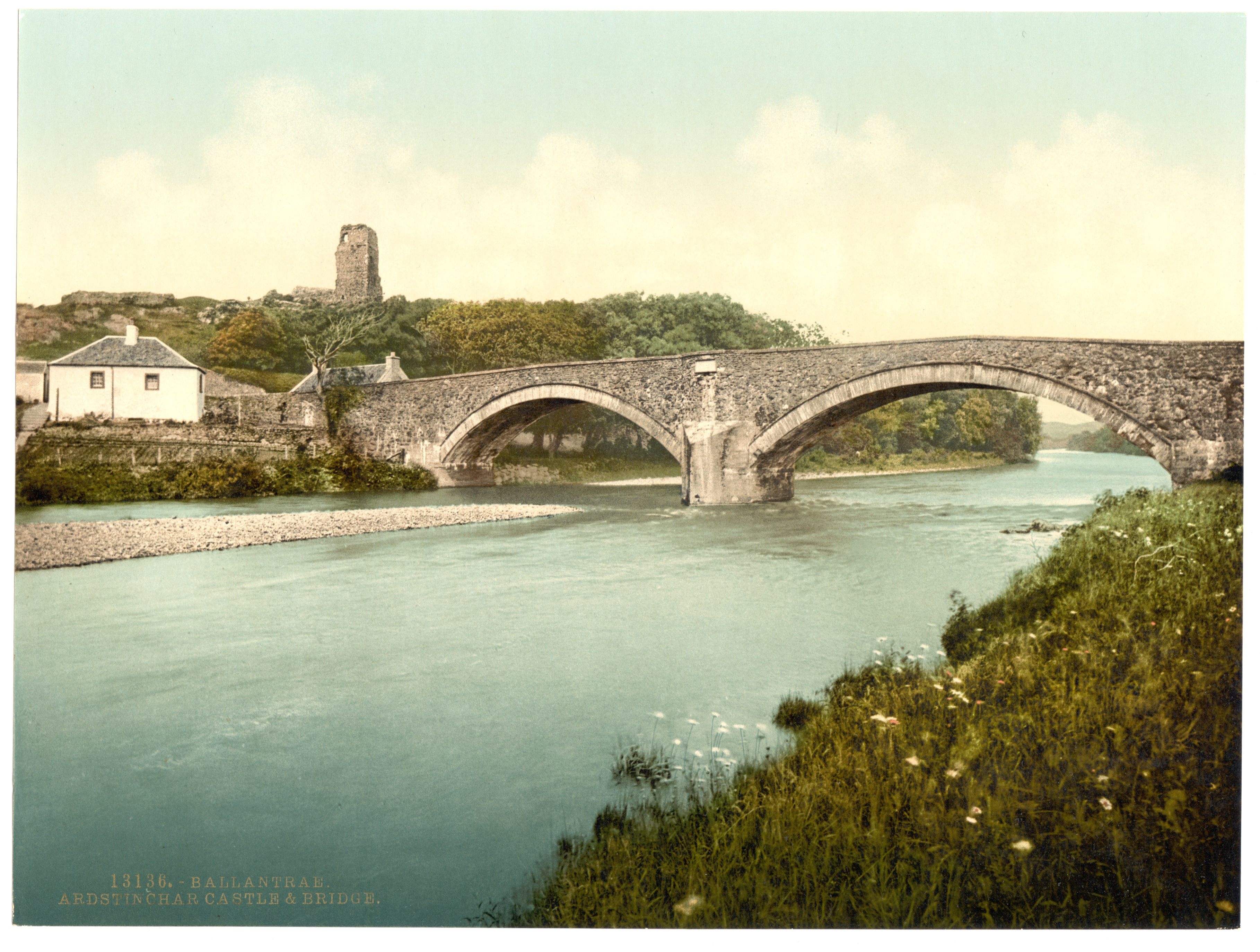
Ardstinchar Castle mit Brücke

Der Erbauer von Ardstinchar Castle, Hugh Kennedy of Ardstinchar, war ursprünglich ein Dominikaner, der sein Kloster für eine Reise nach Frankreich verlassen hatte, wo er als Söldner am Hundertjährigen Krieg teilnahm und während der Belagerung von Orléans 1428–1429 Truppen für Jeanne d’Arc führte. Vermutlich erbte er das Anwesen von seinem Bruder, Alexander Kennedy, der 1429 in Besitz des Grundstücks war und ohne Nachkommen starb. Mit einem weiteren Bruder, Thomas Kennedy, legte er seine Ländereien zusammen, sodass daraus die Baronie von Ardstinchar wurde, behielt aber eine Leibrente bis zu seinem Tod 1454. Seine Nachkommen lebten mehr als ein Jahrhundert auf Ardstinchar Castle. Maria Stuart besuchte die Burg 1563. Vermutlich schlenderte sie auf dem Umgang auf halber Höhe des Turmes umher, der heute noch existiert, und bewunderte die Aussicht.
Eine langandauernde Familienfehde zwischen den Cassillis und dem Clan Kennedy, die zur Zeit von Hugh Kennedy begann, endete 1601 mit dem Mord an dem letzten Baron of Bargany and Ardstinchar. Das Familienvermögen war verloren und Sir John Hamilton aus Letterick, Sohn des 1. Marquess of Hamilton, kaufte das Anwesen. 1770 war die Burg verfallen und die Anwohner entnahmen Steine zum Bau einer dreibogigen Brücke über den River Stinchar, verschiedener Häuser und des Gasthauses von Ballantrae (heute: King’s Arms Hotel).

## Architektur
Heute ist von der Burg nur noch die Ruine des Donjons auf einem felsigen Hügel erhalten. Ursprünglich hatte die Burg die Form eines Kreissegmentes und besaß drei Türme mit quadratischem Grundriss, die durch zinnenbewehrte Mauern verbunden waren. Das Torhaus befand sich auf der Nordseite und der Donjon im südöstlichen Teil des Burghofes. An ihn angebaut war ein langes Hallenhaus.
Die Überreste der Burg liegen auf einem felsigen Aufschluss in der Nähe des Flusses. Der Hauptturm hatte eine Grundfläche von 8,7 Metern × 6 Metern und die Mauern waren 1,1 Meter dick. Seine Höhe betrug 15 Meter. Die Reste der anderen Türme sind zu klein, um auf die Größe dieser Türme schließen zu können. Die Hofmauern variierten in ihrer Dicke zwischen 1 Meter und 1,6 Meter. Ein in den Felsen geschnittener Burggraben von 8 Metern Breite und 1,5 Metern Tiefe liegt außerhalb der nordöstlichen Hofmauer, im Westen befindet sich ein weiterer, flacher Graben.